# Hedwig Jahnow

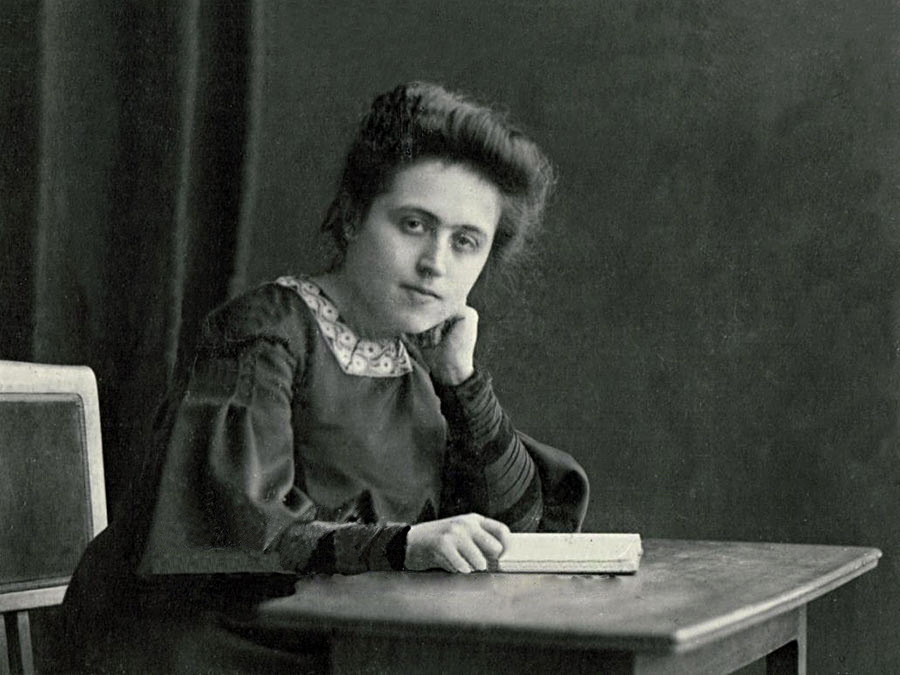
Die junge Hedwig Jahnow

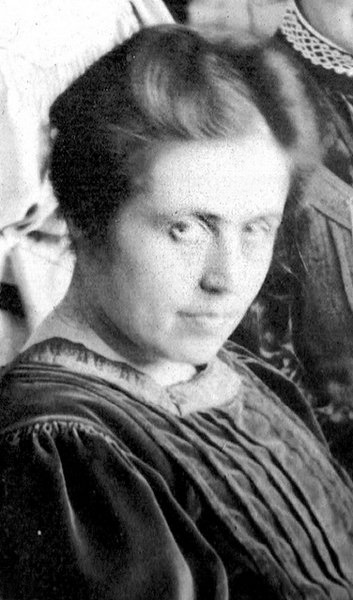
Hedwig Jahnow um 1910

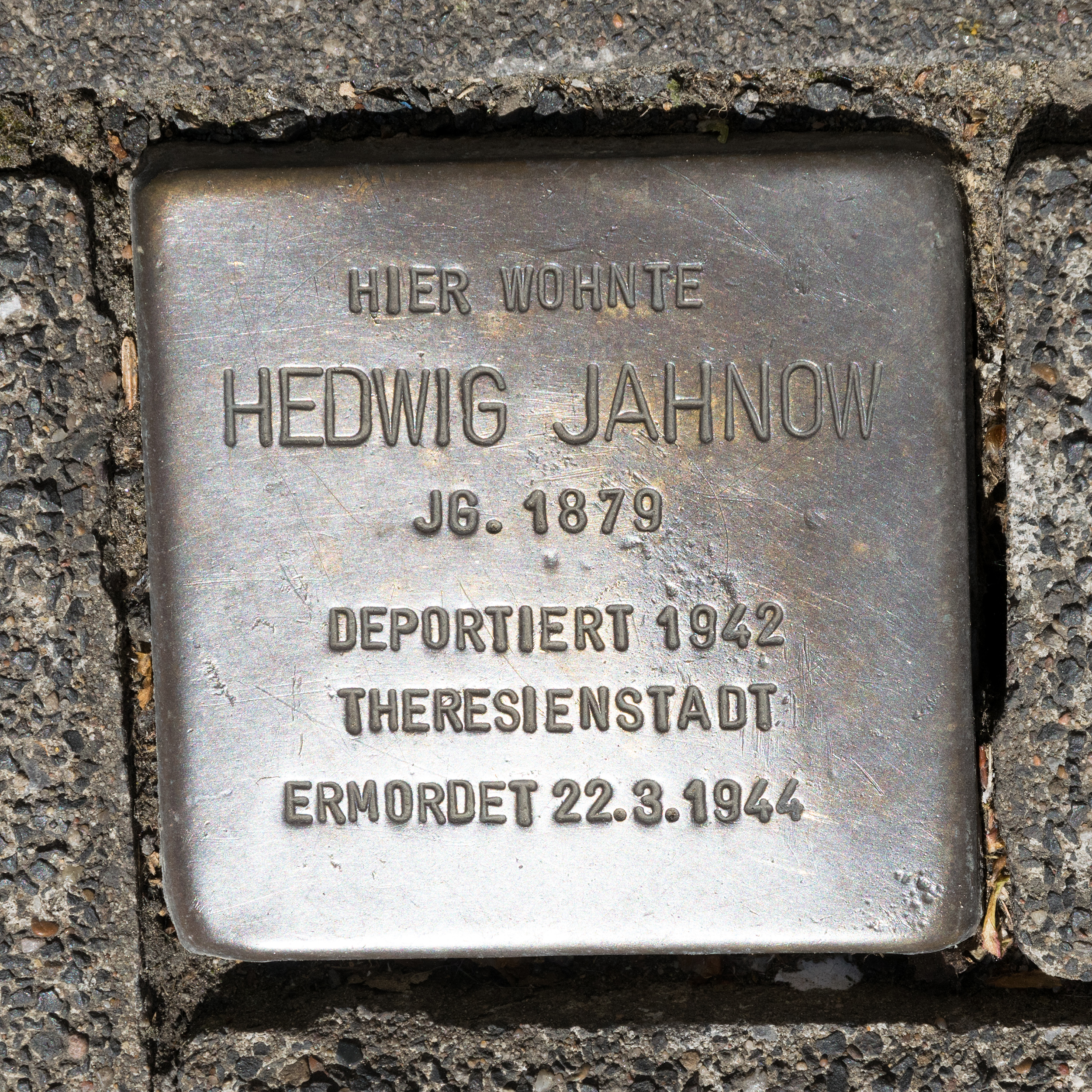
Stolperstein für Hedwig Jahnow in der Wilhelmstraße 3 in Marburg

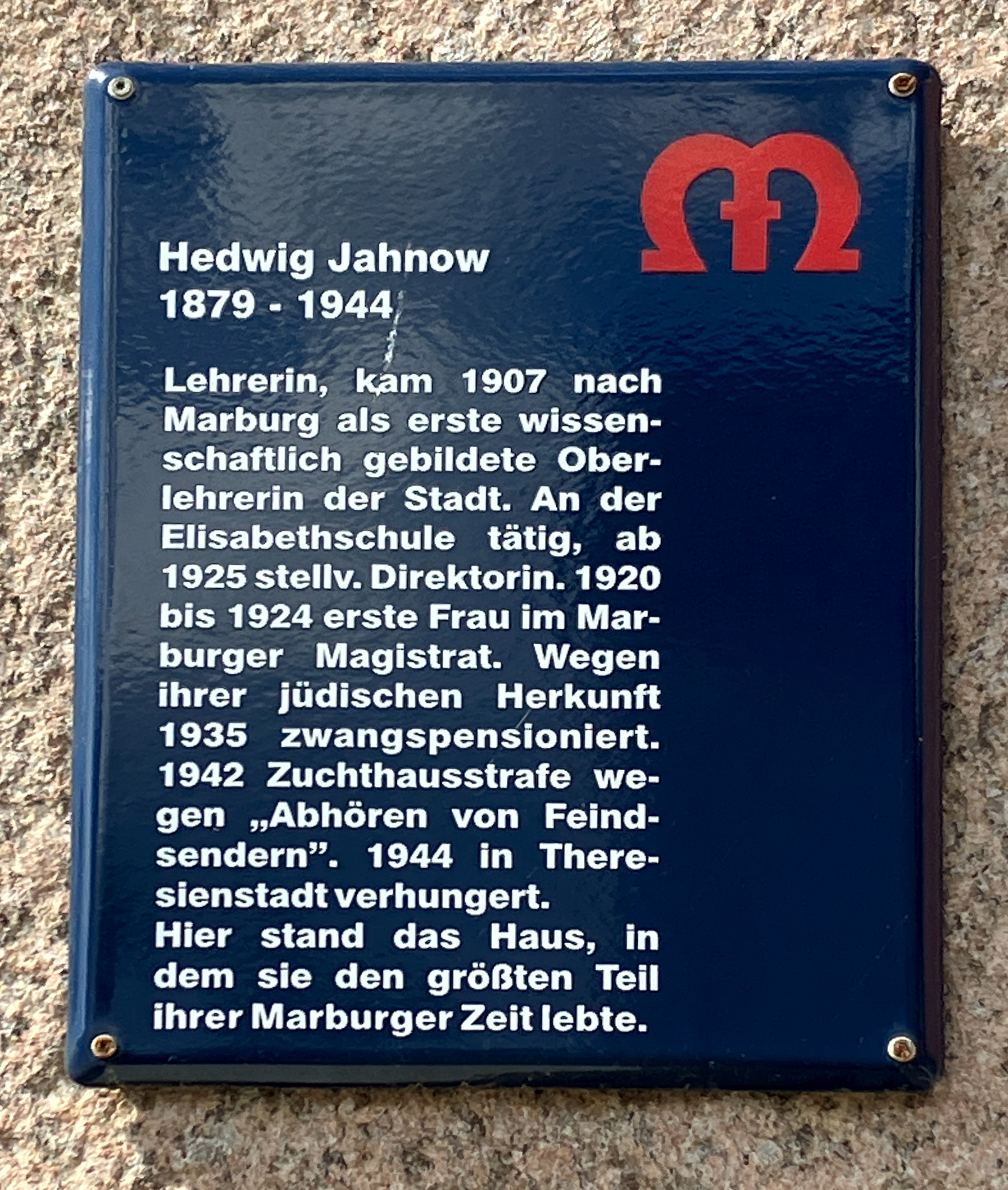
Gedenktafel für Hedwig Jahnow

Hedwig Jahnow (* 21. März 1879 in Rawitsch; † 22. März 1944 in Theresienstadt) war eine deutsche Lehrerin und Alttestamentlerin. Sie war die erste Frau im Magistrat der Stadt Marburg und stellvertretende Schulleiterin an der Marburger Elisabethschule sowie ein Opfer des Nationalsozialismus.

## Leben
Hedwig Jahnow wurde als Hedwig Inowraclawer geboren. Ihr Vater Alfred war Lehrer am Oelser Gymnasium im schlesischen Oels. Um eine Chance auf eine Verbeamtung zu haben, legte er ca. 1880 seinen ursprünglichen Namen Aaron Inowraclawer ab und trat mit seiner ganzen Familie vom jüdischen Glauben zum Reformierten Protestantismus über. Nach zwei weiteren Töchtern wurde 1885 als viertes Kind Hedwigs Bruder Reinhold Jahnow geboren, der ein deutscher Flugpionier, ein Alter Adler war und im August 1914 als erster Angehöriger der Fliegertruppe (Oberleutnant der Landwehr) starb.
Hedwig Jahnow bestand bereits im November 1898, also im Alter von 19 Jahren, die Lehrerinnenprüfung für höhere und mittlere Mädchenschulen. Zuvor war sie Schülerin an den privaten höheren Mädchenschulen in Breslau und Strehlen. Von 1895 bis 1898 besuchte sie drei Jahre ein privates Lehrerinnenseminar in Berlin und versah dann von Herbst 1899 bis Frühling 1900 und anschließend bis Sommer 1903 ihre zwei ersten Lehrerstellen an zwei Berliner Mädchenschulen. Von 1903 bis 1906 absolvierte sie ein sechssemestriges Studium als Gasthörerin an der Berliner Universität, ehe sie im November 1906 das Oberlehrerinnen-Examen für die Fächer Geschichte und Religion bestand. Zum damaligen Zeitpunkt war es für Frauen noch nicht möglich, an der Berliner Universität ein reguläres Studium zu absolvieren. Nach ihrer erfolgreich absolvierten Examensprüfung bewarb sie sich um die Stelle einer akademisch gebildeten Oberlehrerin an der Elisabethschule in Marburg, wo sie ab 1907 tätig war. Selbstbewusst verlangte sie das gleiche Gehalt wie männliche Kollegen, was ihr schließlich auch zugestanden wurde. Sie unterrichtete die Fächer Deutsch, Religion und Geschichte. Ab 1915 lebte Hedwig Jahnow gemeinsam mit der acht Jahre älteren Frieda Staubesand in ihrer Wohnung Wilhelmstraße 3.
Jahnow trat nach Ende des Ersten Weltkriegs in die neu gegründete Deutsche Demokratische Partei (DDP) ein. Bei der Kommunalwahl am 3. März 1919, bei der erstmals auch Frauen das aktive und passive Wahlrecht hatten, wurde sie in den Stadtrat Marburgs gewählt, ein Jahr später entsandte die Partei sie in den Magistrat der Stadt. Sie war die erste Frau überhaupt, die dieser Einrichtung angehörte. Jahnow war während ihrer Zeit im Stadtrat Mitglied in verschiedenen Ausschüssen, unter anderem im Armenausschuss und Friedhofsausschuss. Mit der Kommunalwahl im Jahr 1924, bei der die Deutsche Demokratische Partei dramatisch an Stimmen verlor und nur noch zwei Sitze im Stadtrat erhielt, fand Jahnows politische Tätigkeit ein Ende.
1925 wurde Jahnow zur Oberstudienrätin befördert und zur stellvertretenden Schulleiterin der Elisabethschule ernannt. Ein Jahr später ehrte sie die Universität Gießen (damals noch Ludwigs-Universität) mit der Ehrendoktorwürde (Licentiat) der Theologischen Fakultät für ihre wissenschaftliche Arbeit vor allem im Fachgebiet „Altes Testament“, die sie bereits ab 1909 in Zusammenarbeit mit Hermann Gunkel leistete. 1935 wurde sie von den Nationalsozialisten aus ihrer Position als stellvertretende Schulleiterin gedrängt, anschließend auf Grund ihrer jüdischen Vorfahren Ende 1935 zwangsweise in den Ruhestand versetzt und mit monatlichen Bezügen von 234 RM aus dem Schuldienst entlassen, weil in § 4, Abs. 2 der Ersten Verordnung zum Reichsbürgergesetz vom 14. November 1935 festgelegt worden war: „Jüdische Beamte treten mit Ablauf des 31. Dezember 1935 in den Ruhestand.“
Nachdem judenfeindliche Maßnahmen in Deutschland immer mehr zunahmen, versuchte Jahnow Ende 1938 nach England zu emigrieren. Allerdings wurde die 59-Jährige von den dortigen Behörden wegen ihres hohen Alters abgelehnt. England nahm damals nur junge Emigranten auf. Im Juni 1942 wurde Jahnow von einem Gericht wegen Hörens von „Feindsendern“, also ausländischen Radiosendern, zu einer Haftstrafe von fünf Jahren verurteilt, ihre Lebensgefährtin zu anderthalb Jahren. Eine Studentin, die zur Untermiete bei ihr wohnte, hatte sie und Frieda Staubesand denunziert und vor Gericht gegen sie ausgesagt. Beide Frauen wurden daraufhin ins Zuchthaus Ziegenhain verbracht. Dann erkrankte Frieda Staubesand schwer und starb am 2. September 1942 in der Universitätsklinik Marburg. Zur selben Zeit kam Hedwig Jahnow noch einmal nach Marburg, um von hier deportiert zu werden. Hier erfuhr sie auch vom Tod ihrer ehemaligen Schülerin Marie Luise Hensel, die sich immer um sie gekümmert hatte und die sich wenige Tage zuvor im Gefängnis in Konstanz das Leben genommen hatte. Am 6. September 1942 wurde sie dann mit der 3. Deportation von Marburg nach Kassel und am nächsten Tag ins Ghetto Theresienstadt verschleppt. Dort starb sie am 22. März 1944, einen Tag nach Vollendung ihres 65. Lebensjahres, an Unterernährung. Sie wurde in einer Urne mit der Nummer 22710 beigesetzt.
Von der Familie Jahnow überlebte allein der Neffe Alfred Joachim Fischer den Holocaust, der nach Großbritannien geflüchtet war. Hedwigs Schwester Valerie starb in einem jüdischen Altenheim, kurz bevor deren Insassen deportiert wurden; ihre Schwester Alice wurde im KZ Auschwitz umgebracht, nachdem sich ihr „arischer“ Ehemann hatte scheiden lassen.

## Würdigung
Zur Erinnerung an Hedwig Jahnow wurde von Theologinnen der Universität Marburg Anfang der 1990er Jahre das „Hedwig-Jahnow-Forschungsprojekt“ initiiert. 1995 wurde in der Marburger Stadtwaldsiedlung eine Straße nach ihr benannt. Zudem sind verschiedene Artikel über sie veröffentlicht worden.
2007 ist für Hedwig Jahnow vor ihrem ehemaligen Wohnhaus in der Wilhelmstraße 3 vom Künstler Gunter Demnig ein Stolperstein gesetzt worden. Ende 2014 wurde dort zusätzlich eine Gedenktafel angebracht mit dem Text:
Hedwig Jahnow, Wilhelmstraße 3, 1879–1944.
Lehrerin, kam 1907 nach Marburg als erste wissenschaftlich gebildete Oberlehrerin der Stadt. An der Elisabethschule tätig, ab 1925 stellvertretende Direktorin. 1920 bis 1924 erste Frau im Marburger Magistrat. Wegen ihrer jüdischen Herkunft 1935 zwangspensioniert. 1942 Zuchthausstrafe wegen "Abhören von Feindsendern". 1944 in Theresienstadt verhungert. Hier stand das Haus, in dem sie den größten Teil ihrer Marburger Zeit lebte.

## Veröffentlichungen
- Die neuen preußischen Lehrpläne für das höhere Mädchenschulwesen: 9. Geschichte. In: Die Lehrerin in Schule und Haus, Bd. 25 (1908), Heft 31, S. 886–893.
- Weltkongreß für freies Christentum und religiösen Fortschritt. In: Die Lehrerin, Bd. 27 (1910), Heft 22, S. 173.
- Fichtes pädagogische Gedanken. In: Die Lehrerin, Bd. 27 (1910), Heft 29, S. 225–228.
- Noch einmal: die verheiratete Lehrerin. In: Frauenbildung. Zeitschrift für die gesamten Interessen des weiblichen Unterrichtswesens, Jg. 15 (1916), Heft 4, S. 141–146.
- Das hebräische Leichenlied im Rahmen der Völkerdichtung. Töpelmann, Gießen 1923 (Beihefte zur Zeitschrift für die alttestamentliche Wissenschaft; 36).

Hedwig Jahnow verfasste auch politische Gedichte. Ein Beispiel zum Thema „Feindsender“:
Schwere Wahl
 
Ich lausche gern den Sendern
Aus feindlich fremden Ländern
Und kost' es auch den Hals –
Auch lieb ich Kaffeebohnen
Aus fremden heißen Zonen
Viel mehr als Korn und Malz
Doch soll von diesen Gaben
Ich nur noch eine haben,
So fällt die Wahl mir schwer, –
Will mir das Schicksal stiften
Nur eins von diesen Giften,
Was brennt und prickelt mehr?
Nein, mit dem Deutschlandsender,
Dem feigen Wahrheitsschänder
Versöhnt kein Moccatrank:
Ich lass mich nicht betören,
Ich werde London hören
Und trink dazu Kornfrank!